# Réforme régionale de Catherine II
La réforme régionale a été menée par Catherine II dans la période 1775-1785. Elle visait à renforcer le contrôle administratif et policier du gouvernement sur le terrain, à introduire un nouveau système administratif, à créer de nouvelles institutions et à moderniser les relations publiques.

## Réforme
Le 7 novembre 1775 (18 novembre dans le calendrier grégorien) , la loi « Institutions pour la gestion des provinces de l'Empire panrusse »  est signée , qui définit un nouvel ordre de gestion administrative. Les auteurs de la loi étaient Jacob Johann von Sievers, Alexandre Viazemsky, Piotr Vassilievitch Zavadovsky et d'autres. Selon le document, la taille des gouvernements a été réduite, mais leur nombre a été doublé, les régions ont été séparées de certaines d'entre elles, les provinces ont été éliminées et les frontières des powiats ont été modifiées. La plupart des nouvelles unités administratives du premier ordre ont reçu un nouveau nom : vice-royautés. Lors de cette réforme, 165 villages reçurent le statut de villes et devinrent les centres de nouveaux comtés.
Plusieurs vice-royautés étaient gérées par un seul gouverneur général, et un vice-roi ou gouverneur était nommé à la vice-royauté elle-même. En outre, un organisme de gestion de la noblesse a été formé - l'assemblée noble provinciale dirigée par le chef provincial de la noblesse. Les vice-rois et les gouverneurs étaient subordonnés au Sénat et au contrôle des poursuites, dirigé par le gouverneur général. Les poviats étaient dirigés par le capitaine-correcteur, élu une fois tous les 3 ans par les assemblées des nobles du poviat. Le gouverneur général était nommé par l'empereur et disposait d'un pouvoir illimité dans les postes de gouverneur qui lui étaient confiés.
La réforme a duré 10 ans, à la fin desquels l'Empire russe a été divisé en 38 vice-royautés, 3 provinces et 1 région avec les droits d'une vice-royauté. En outre, il y avait une résidence distincte des Cosaques du Don, où existait un gouvernement autonome.